# Shilvington
Shilvington är en ort i civil parish Whalton, i grevskapet Northumberland i England. Orten är belägen 6 km från Morpeth. Shilvington var en civil parish 1866–1955 när det uppgick i Whalton. Civil parish hade 31 invånare år 1951.